# Islote de Megaride
El islote de Megaride es una pequeña isla de la ciudad italiana de Nápoles, constituida por dos escollos unidos por un gran arco natural.
En el islote se eleva el famoso Castel dell'Ovo (Castillo del Huevo). Los basamentos orientales del castillo están circundados por un característico burgo de restaurantes y pocas casas llamado Borgo Marinari, al que se puede acceder por el paseo marítimo de Nápoles.

## Historia
Llamado Megaris por Plinio y Megalia por Estacio, hoy el islote está unido a la tierra firme por un pequeño istmo artificial, pero en origen estaba separado por unos pocos metros de la antigua ciudad de Neapolis, hoy Nápoles. Según el geógrafo Estrabón, la isla fue el núcleo originario de la fundación de la ciudad misma por la mano de algunos colonos griegos, que habrían establecido aquí un emporio comercial entre los siglos IX y VIII a. C.
En el siglo I a. C. Megaride fue sede de un edificio secundario de la espléndida villa de Lucio Licinio Lúculo. En el siglo V se establecieron aquí algunos monjes basilianos fundando un convento dedicado inicialmente a San Salvador y, posteriormente, a San Sebastián. Por ese motivo el islote fue llamado Isolotto di San Salvatore (Islote de San Salvador). Hoy del convento solo queda la iglesia de San Salvador.
Por la amenaza de una invasión normanda, en tardía época ducal, los monjes fueron traslados para que surgiera un fortín. Tras la conquista de Nápoles, los normandos confiaron al arquitecto Buono la transformación de fortín a fortaleza; este fue el embrión del Castel dell'Ovo.

## Mito de Parténope
Los cultos religiosos en la época de la Nápoles griega se basaron en los que fueron importados por los fundadores, y por cierto uno de los más antiguos fue el culto de la sirena Parténope, ya conocido en Grecia oriental antes de la fundación de la ciudad. Según este mito, Parténope se dejó morir por el rechazo de Odiseo y su cuerpo, transportado a Megaride por el mar, fue enterrado ahí.